# Randilea scabricula
Randilea scabricula is een hooiwagen uit de familie Assamiidae.